# Acanthocinus griseus
Acanthocinus griseus là một loài bọ cánh cứng trong họ Cerambycidae.

## Hình ảnh

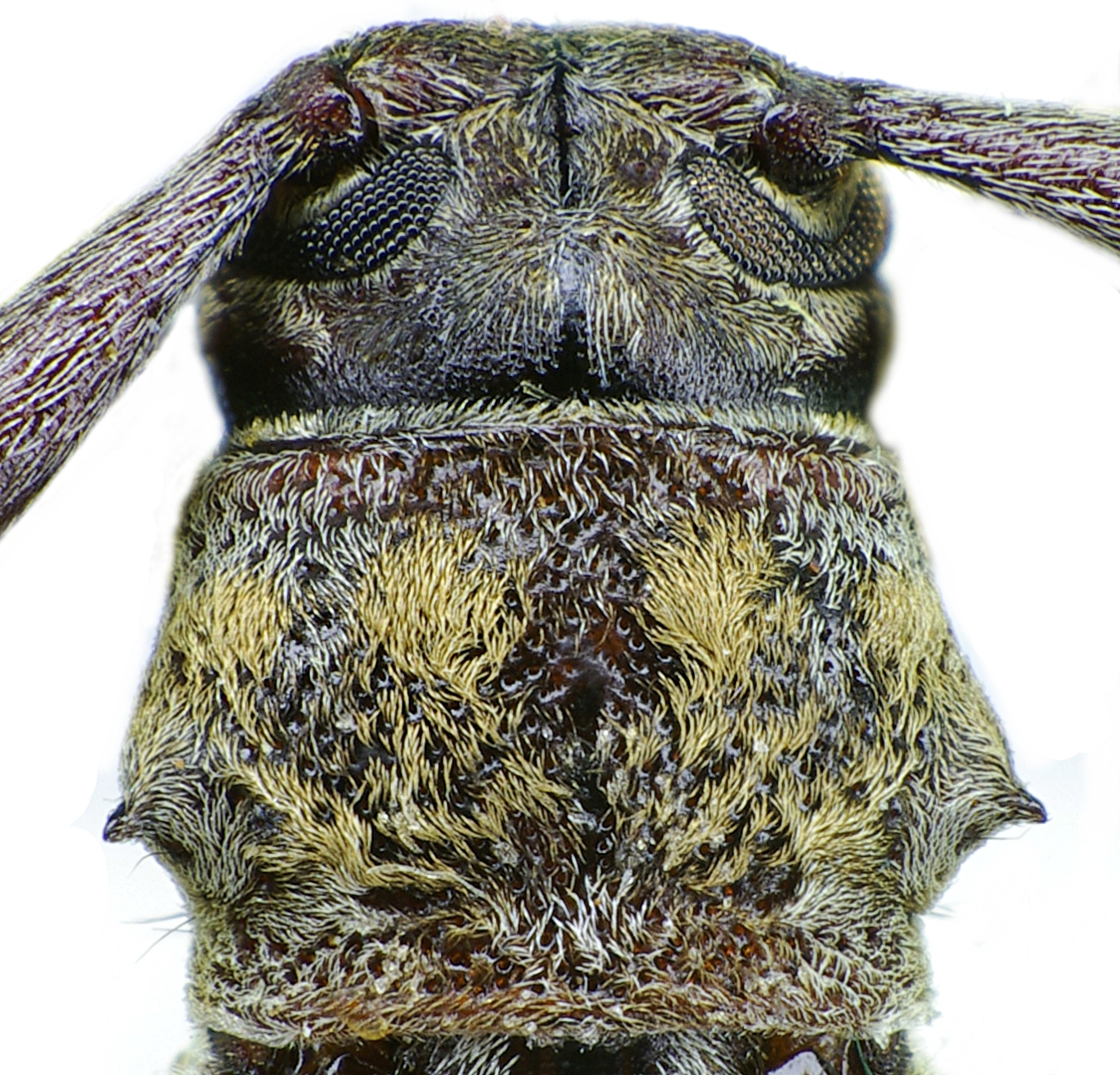
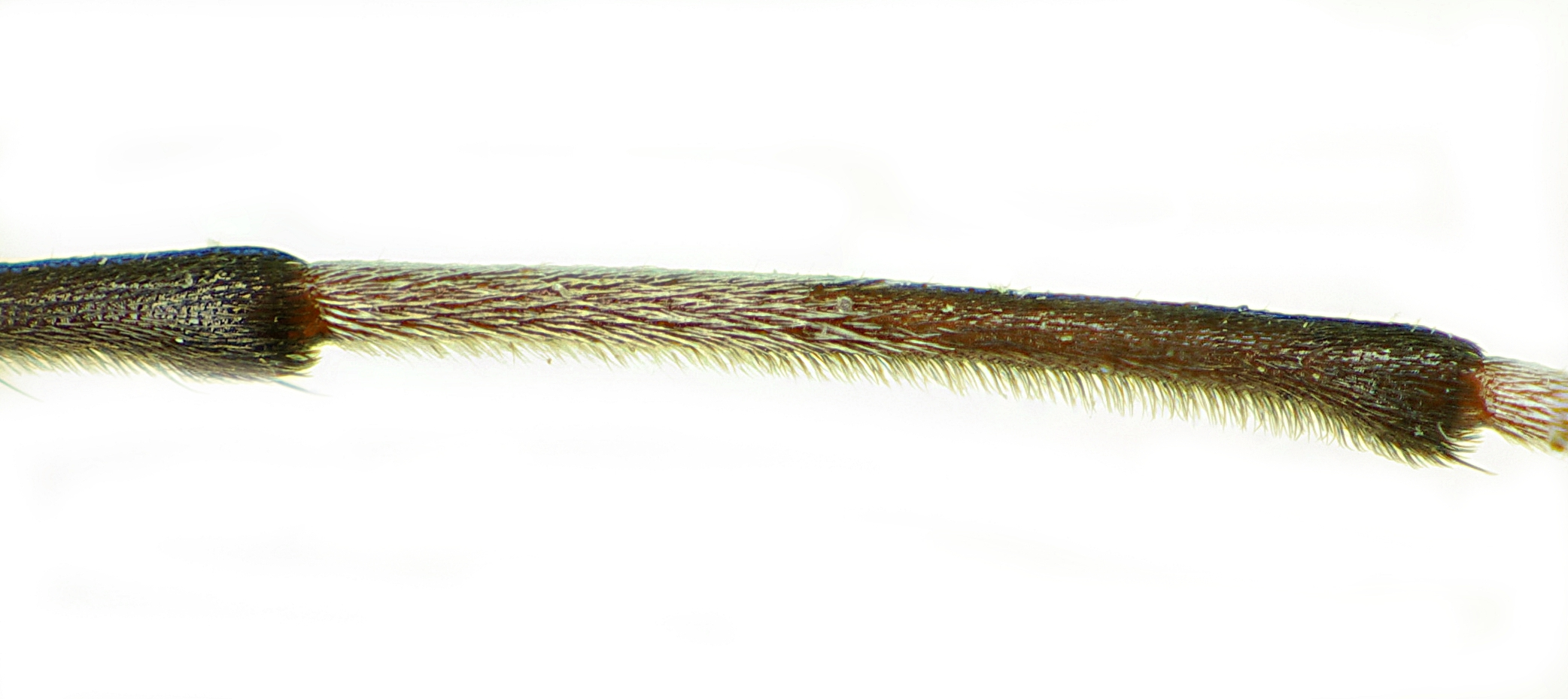
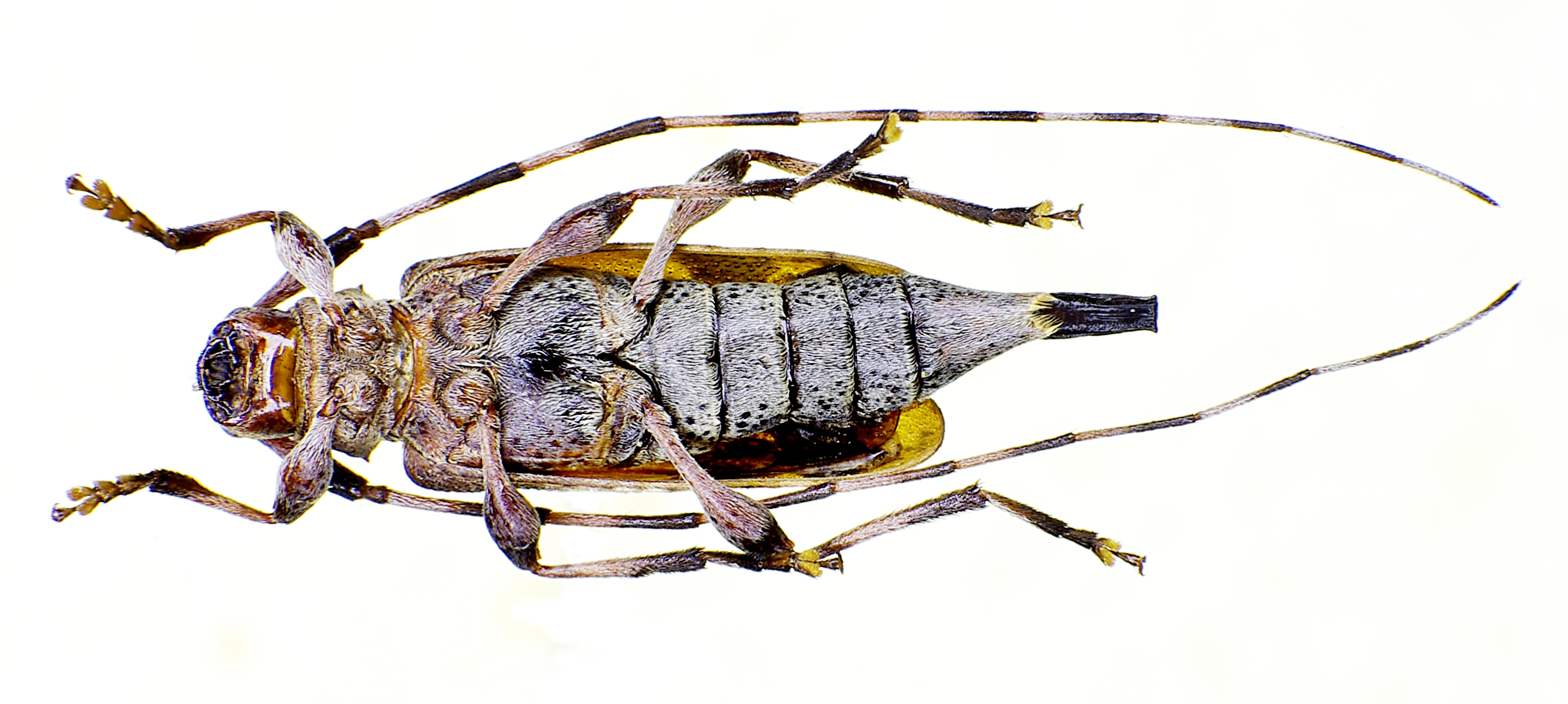